# Suillia danielssoni
Suillia danielssoni är en tvåvingeart som beskrevs av Woznica 2006. Suillia danielssoni ingår i släktet Suillia och familjen myllflugor.
Artens utbredningsområde är Ecuador. Inga underarter finns listade i Catalogue of Life.